# 尖被楼梯草
尖被楼梯草（学名：Elatostema acutitepalum）是荨麻科楼梯草属的植物。分布在中国大陆的云南等地，生长于海拔1,300米的地区，一般生于山坡常绿阔叶林下阴处，目前尚未由人工引种栽培。